# Колектив
Колекти́в — сукупність людей, об'єднаних спільною діяльністю, спільними інтересами, метою, проєктом, які поділяють або мотивовані принаймні однією спільною проблемою чи інтересом, або працюють разом для досягнення спільної мети. Група людей, зв'язаних спільною працею в одній організації, установі, на підприємстві тощо. За видом діяльності розрізняють трудові, навчальні, військові, спортивні, художньої самодіяльності та інші колективи. У більш широкому сенсі — люди, об'єднані спільними ідеями, інтересами, потребами.
Також, в сучасній теорії систем, термін колектив використовується для позначення деяких видів розподілених децентралізованих систем.
Ознаки колективу:
За  М.М. Фіцулою:
а) наявність суспільно значимої мети; 
б) щоденна спільна діяльність, спрямована на її досягнення;
в) наявність органів самоврядування; 
г) встановлення певних психологічних стосунків між членами колективу.
За Н.М. Пейсаховим:
- Оптимальна структура групи – є 3–4 мікрогрупи за інтересами;
- Жорстка структура – немає мікрогруп;
- Автономна структура – кількість мікрогруп більша 4-х.

Функції колективу:
а) організаторська – сам керує своєю суспільно корисною діяльністю;
б) виховна – стає носієм моральних переконань;
в) стимулювання – сприяє формуванню морально цінних сти-мулів усіх суспільно корисних справ, регулює поведінку своїх членів, їх взаємовідносини.
Шляхи згуртування колективу:
а) наявність системи перспективних ліній; 
б) дотримання макаренківського принципу паралельної дії; 
в) зміцнення позитивних традицій; 
г) формування громадської думки; 
д) використання студентського самоврядування у згуртуванні; 
е) організація змагання; 
є) спільні справи;
ж) взаємна інформація про стан справ у різних контактних колективах.